# Imen Jedidi Mistiri
Imen Jedidi Mistiri, née le 7 avril 1992 à Hammam Sousse, est une joueuse tunisienne de basket-ball évoluant au poste d'ailier fort.

## Carrière
Elle termine cinquième du championnat d'Afrique des 18 ans et moins en 2010.
Elle participe avec l'équipe de Tunisie à deux éditions du championnat d'Afrique, terminant onzième en 2017 et douzième en 2019.
Elle évolue en club à l'Étoile sportive du Sahel.